# ژورنال محاسبات نرم در مهندسی عمران
ژورنال محاسبات نرم در مهندسی عمران (انگلیسی: Journal of Soft Computing in Civil Engineering)، یک فصلنامه علمی با دسترسی آزاد با داوری همتا است که کاربردهای محاسبات نرم در مهندسی عمران را پوشش می‌دهد. این ژورنال عضو کمیته اخلاق نشر است  و در اسکوپوس نمایه شده است. همچنین این ژورنال کیو 1 در سایمگو شده است. 